# Cephalocoema insulae
Cephalocoema insulae is een rechtvleugelig insect uit de familie Proscopiidae. De wetenschappelijke naam van deze soort is voor het eerst geldig gepubliceerd in 1946 door Piza.